# Boykott der Vereinigten Staaten 2025
Der Boykott der Vereinigten Staaten 2025 bezeichnet eine internationale Verbraucherbewegung, die Anfang 2025 vor allem in Kanada und Europa entstand. Sie zeichnete sich dadurch aus, dass Einzelpersonen und Unternehmen bewusst Produkte und Dienstleistungen der USA meiden, um gegen die Politik der Donald-Trump-Regierung nach seiner Rückkehr ins Präsidentenamt im Januar 2025 zu protestieren.
Der Boykott gewann durch die Einführung neuer Zölle auf Importe aus verschiedenen Ländern, insbesondere Kanada und der Europäischen Union, sowie durch andere umstrittene außenpolitische Entscheidungen erheblich an Dynamik. Die Bewegung wurde charakterisiert durch Graswurzelorganisation über soziale Medienplattformen, die Entwicklung spezieller mobiler Anwendungen zur Identifizierung amerikanischer Produkte und öffentliche Demonstrationen gegen amerikanische Unternehmen mit engen Verbindungen zur Trump-Administration.

## Hintergrund

### Trumps Handelspolitik
Nach Donald Trumps zweiter Amtseinführung im Januar 2025 führte Trump am 2. April 2025 sogenannte „Trump's Liberation Day tariffs“ ein und verhängte einen pauschalen Zoll von 10 % auf alle Importe in die USA. Zusätzliche „gegenseitige“ Zölle von bis zu 25 % wurden auf bestimmte Länder erhoben, darunter Kanada und die Europäische Union.
Die Vereinigten Staaten verkündeten später eine 90-tägige Aussetzung der Zölle für die meisten Länder und senkten einige auf den Basissatz von 10 % zurück. Eine Ausnahme bildete China, das weiterhin mit Zöllen von 125 % belegt war. Diese Maßnahmen lösten wirtschaftliche Vergeltungsmaßnahmen der betroffenen Länder aus, darunter auch der Europäischen Union, die Zölle im Wert von 28 Milliarden US-Dollar auf amerikanische Importe ankündigte.

### Politische Spannungen
Neben Handelsstreitigkeiten trugen mehrere politische Kontroversen zur Verschlechterung der internationalen Beziehungen bei:
Präsident Trumps Vorschlag, Kanada zum „51. Bundesstaat Amerikas“ zu machen, löste unter vielen Kanadiern Wut aus.
Erneute Erklärungen eine Übernahme von Grönland zu beabsichtigen, einem autonomen Gebiet des Königreichs Dänemark, verärgerte viele dänische Bürger und Regierungsvertreter.
Ein kontroverses Treffen im Weißen Haus zwischen Trump und dem ukrainischen Präsidenten Wolodymyr Selenskyj, das von Kritikern als demütigend für Selenskyj bezeichnet wurde, schürte die europäische Unzufriedenheit über das Vorgehen der Regierung gegenüber der russischen Invasion in der Ukraine. Darüber hinaus ist der Austritt aus dem Pariser Klimaabkommen und der Weltgesundheitsorganisation sowie weitere Entscheidungen könnten ebenfalls maßgeblich zu den Beweggründen hinter der Boykottbewegung beigetragen haben.
Die zunehmende Inhaftierung kanadischer und europäischer Touristen an der Grenze zu den USA führte dazu, dass mehrere Länder, darunter Deutschland, das Vereinigte Königreich, Dänemark, Finnland und Portugal Reisewarnungen für die Vereinigten Staaten herausgegeben haben.

## Umfang und Auswirkungen

### Verbraucherbeteiligung
Der Boykott manifestierte sich in verschiedenen Ländern in verschiedenen Formen:

#### Kanada
Die Grenzübertritte von Kanada in die Vereinigten Staaten gingen im Februar 2025 im Vergleich zum Vorjahr um mehr als 23 % zurück.
Es wurden mehrere mobile Apps entwickelt, um Kanadiern zu helfen, US-Produkte zu erkennen und zu meiden, darunter „Buy Beaver“, „Maple Scan“, „Is This Canadian?“ und „Check the Label“. „Maple Scan“ ist die vierthäufigst heruntergeladene App im iPhone App Store in Kanada.
Kanadische Unternehmen starteten „Kauft kanadische Produkte“-Kampagnen. Viele Geschäfte brachten Etiketten an, um im Inland produzierte Produkte hervorzuheben.
Die Alkoholkontrollbehörde von Ontario und andere Provinzbehörden kündigten an, dass sie die Lagerhaltung von in den USA hergestellten alkoholischen Produkten einstellen würden. Laut einem Bericht vom März 2025 lehnen einige kanadische Einzelhändler verschiedene US-Produkte ab.

#### Europa
In Dänemark gaben laut einer Megafon-Umfrage für TV 2 rund 50 % der Verbraucher an, seit Trumps Amtsantritt bewusst auf den Kauf von US-Produkten verzichtet zu haben.
Schwedische Umfragen ergaben, dass 70 % der Schweden bereits überlegt oder sich aktiv an einem Boykott von US-Produkten beteiligt haben. 10 % boykottierten sogar alle US-Waren vollständig.

##### Apps und Websites
Facebook-Gruppen, die den Boykott befürworteten, gewannen beträchtliche Mitgliederzahlen: Die schwedische Gruppe „Bojkotta varor från USA“ (Boykottiert Waren aus den USA) konnte rund 80.000 Mitglieder verzeichnen, während die dänische Gruppe „Boykot varer fra USA“ über 90.000 Mitglieder zählte.
In Frankreich gibt es eine Gruppe namens „BOYKOTT USA: Achetez Français et Européen!“ Die Kampagne „BOYKOTT USA: Kauft französische und europäische Produkte!“ erreichte rund 30.000 Mitglieder.
Es gibt mehrere Websites und Apps, die es Verbrauchern und Organisationen erleichtern, US-Produkte zu meiden.
Auf reddit hat die Gruppe „r/BuyFromEU“ zum Stand April 2025 rund 200.000 Mitglieder. Auf dem Subreddit werden beispielsweise Ratgeber die Alternativen zu U.S.-Produkte listen geteilt. Die im Februar von Freiwilligen gestartete Website „Go European“ soll es einfach machen, zu erkennen, welche Produkte zu einem großen Teil aus den USA stammen und welche europäischen Alternativen dazu bestehen. Die ähnliche Website „European Alternatives“, die 2021 gestartet wurde, verzeichnete einen rasanten Anstieg der Nutzerzahlen. Die mobile App und Browsererweiterung „BuyEuropean“ erleichtert Verbrauchern die genaue Herkunft von Produkten und zeigt beim Scannen oder Suchen nach Produkten relevante europäische Alternativen an. Die wirtschaftlichen Auswirkungen solcher individuellen, unkoordinierten Verbraucherentscheidungen, Produkte mithilfe solcher Software zu meiden, wurden jedoch in Frage gestellt. Die Auswirkungen könnten sehr gering ausfallen, teilweise da nur sehr wenige Boykottaufrufe über einen längeren Zeitraum ihre Dynamik beibehalten.

### Reaktionen von Unternehmen
Mehrere Unternehmen positionierten sich im Einklang mit der Boykottbewegung:
Dänemarks größter Einzelhändler, die Salling Group, führte schwarze sternförmige Aufkleber auf Preisschildern ein, um Produktinformationen auf in Europa hergestellte Produkte hinzuweisen. Dies begründete sie mit dem Kundenwunsch nach Hilfe bei der Identifizierung von Waren außerhalb der USA. Eine YouGov-Umfrage unter 2.055 Erwachsenen ergab, dass etwa 77 % der Deutschen die Kennzeichnung europäischer Produkte unterstützen.
Norwegens Haltbakk Bunkers, ein Öl- und Treibstoffanbieter, kündigte an, dass es die Schiffe der US-Marine nicht mehr mit Treibstoff beliefern werde. Der Premierminister von Ontario, Doug Ford, kündigte einen Vertrag über 100 Mio. CA$ (63,3 Mio. €) mit Starlink, dem Telekommunikationsunternehmen von Elon Musk, mit der Begründung, dass „Ontario keine Geschäfte mit Leuten machen wird, die darauf aus sind, unsere Wirtschaft zu zerstören“. Der französische Präsident Emmanuel Macron hat EU-Unternehmen dazu aufgerufen, als Reaktion auf die US-Zölle ihre Investitionen in den USA zu pausieren.

### Wirtschaftliche Auswirkungen
Der Boykott hatte messbare Auswirkungen auf verschiedene Sektoren der US-Wirtschaft:

#### Tourismus
Die Reisebuchungen von Kanada in die USA gingen im Zeitraum April bis September 2025 im Vergleich zum Vorjahr um mehr als 70 % zurück.
Der europäische Tourismus in die USA ging insgesamt um 17 % zurück, wobei Länder wie Irland, Deutschland und Norwegen Rückgänge von über 20 % verzeichneten.
Die Gesamtzahl der ausländischen Besucher in den Vereinigten Staaten sank im März 2025 im Vergleich zum Vorjahr um 12 %. Dies stellt den stärksten Rückgang seit der COVID-19-Pandemie dar.
Die USA Travel Association schätzte, dass selbst ein Rückgang um 10 % der kanadischen Besucherzahlen zu Ausgabeneinbußen von 2,1 Milliarden US-Dollar und dem Verlust von 14.000 Arbeitsplätzen führen könnte.
Tourism Economics korrigierte seine Prognose für Einreisen in die USA von einem Wachstum von 8,8 % auf einen Rückgang von 5,1 %. Im April prognostizierte die Organisation einen Rückgang von 9,4 %.

#### Automobilindustrie
Die Verkäufe von Tesla, Inc. in Europa gingen deutlich zurück. Die Zulassungen sanken im Januar 2025 von 18.121 im Januar 2024 auf 9.913 Einheiten.
Insgesamt gingen die Tesla-Verkäufe in Europa Anfang 2025 im Vergleich zum Vorjahr um etwa 45 % zurück.
Bis zum ersten Quartal 2025 hatte Volkswagen Tesla als größten Verkäufer von Elektrofahrzeugen in Europa überholt.

#### Konsumgüter
Umfassende Daten zu den Auswirkungen auf den Einzelhandel liegen zwar noch nicht vor, doch Einzelberichte deuten auf eine Verschiebung des Kaufverhaltens hin, weg von bekannten US-Marken wie Coca-Cola, Jack Daniel's, Philadelphia Cream Cheese und Hellmann's Mayonnaise.

## Kulturelle Auswirkungen
Der Boykott hatte über die unmittelbaren wirtschaftlichen Folgen hinaus auch kulturelle Auswirkungen:
In Kanada wurde die US-Nationalhymne während Eishockeyspielen amerikanischer Mannschaften ausgebuht.
Christian Tetzlaff, ein renommierter deutscher klassischer Geiger, sagte seine Sommertournee durch die USA ab und begründete dies mit seiner großen Wut über die politische Situation.
Der ehemalige kanadische Premierminister Justin Trudeau forderte die Kanadier auf, sich für Kanada zu entscheiden und ihre Urlaubspläne so anzupassen, dass sie im Land bleiben.

## Faktoren, die die Teilnahme beeinflussen
Es wurden mehrere Faktoren identifiziert, die Einzelpersonen zur Teilnahme am Boykott motiviert haben:

### Politische Opposition
Viele Teilnehmer nannten die Opposition gegen bestimmte politische Maßnahmen oder Handlungen der Trump-Administration als Hauptmotivation. Moya O’Sullivan, eine Lehrerin aus Kilkenny, Irland, sagte gegenüber CNN: „Es ist sehr enttäuschend für mich zu sehen, dass die Hälfte der Amerikaner [Trump] gewählt hat … Die Amerikaner haben ihre Lektion nicht gleich beim ersten Mal gelernt. Leider muss es Konsequenzen geben.“

### Sicherheitsbedenken
Einige potenzielle Reisende äußerten Sicherheitsbedenken bei einem Besuch der Vereinigten Staaten. Die kanadische Reisejournalistin Kate Dingwall erklärte: „Mein Partner und ich haben beschlossen, unseren geplanten Urlaub in den USA dieses Jahr nicht anzutreten. Ich mache mir Sorgen wegen der Grenze und davor, irgendwo festzusitzen, vor allem angesichts der harschen Haltung Trumps gegenüber Kanada. Im Moment herrscht einfach ein gewisses Unbehagen bei Reisen in die USA.“

### Nationalstolz
Die Boykottbewegung fiel mit zunehmenden nationalen und regionalen Stolzbekundungen zusammen, insbesondere in Kanada und Europa. Der Wirtschaftsführer Dylan Lobo aus Ontario bemerkte: „Derzeit herrscht in diesem Land großer Patriotismus. Es ist ein starkes Gefühl, dass Kanadier andere Kanadier unterstützen wollen.“

### Ökologische und wirtschaftliche Aspekte
Einige Teilnehmer hoben potenzielle Vorteile hervor, die über den politischen Protest hinausgehen, darunter ökologische Vorteile durch die Reduzierung des grenzüberschreitenden Schiffsverkehrs und Möglichkeiten zur Entwicklung lokaler Industrien. Graham Markham, Direktor des kanadischen Unternehmens New Protein International, argumentierte: „Kanada ist seit langem ein erfolgreicher Rohstofflieferant für die Welt. Jetzt besteht die Chance darin, die Exportierung der Arbeitsplätze und Innovationen, die durch die Verarbeitung dieser Materialien im Inland entstehen, zu stoppen.“

## Kritik und Einschränkungen
Die Boykottbewegung wurde kritisiert und räumte ihre Einschränkungen ein:

### Wirtschaftliche Komplexität
Kritiker wiesen auf die Herausforderungen hin, in einer globalisierten Wirtschaft echte „US-amerikanische“ Produkte zu identifizieren. Viele nominell US-amerikanische Marken produzieren international, während einige US-Unternehmen eine beträchtliche Anzahl von Arbeitnehmern in den Boykottländern beschäftigen.

### Digitale Plattformen
Viele Boykottteilnehmer erkannten die Ironie, ihre Aktivitäten auf US-amerikanischen Plattformen wie Facebook zu organisieren. Édouard Roussez, Gründer einer französischen Boykottgruppe, verteidigte diesen Ansatz: „Es ist zwar etwas seltsam, Facebook, eine US-amerikanische Plattform, für einen Boykott der Vereinigten Staaten zu nutzen, aber wie die Widerstandskämpfer nutzen wir alle uns zur Verfügung stehenden Mittel, um unser Ziel zu erreichen.“

### Skalenbeschränkungen
Ökonomen und Marktanalysten bezweifeln, dass Verbraucherboykotte die US-Wirtschaft insgesamt signifikant beeinflussen können. Professor Alan Bradshaw vom Royal Holloway der Universität London meinte: „Die Auswirkungen eines Boykotts werden im Allgemeinen eher die Unternehmen als die Gesamtwirtschaft treffen; die Verbraucher werden eher eine andere Automarke kaufen, als gar kein Auto mehr zu kaufen.“

### Unbeabsichtigte Folgen
Einige Experten warnten vor möglichen negativen Folgen für die am Boykott beteiligten Verbraucher. Meredith A. Crowley, Wirtschaftsprofessorin an der Universität Cambridge, bemerkte: „Einheimische Marken in Europa hätten, da sie weniger mit US-amerikanischen Marken konkurrieren müssten, die Möglichkeit, ihre Preise zu erhöhen.“

## Historischer Kontext
Analysten verglichen den Boykott von 2025 mit früheren Verbraucherbewegungen, darunter der Umbenennung von Pommes frites in „Freedom Fries“ in den USA im Jahr 2003, als Frankreich gegen die Invasion des Irak protestierte. Die digitale Dimension und die internationale Koordination der Bewegung von 2025 stellen jedoch bedeutende Entwicklungen gegenüber früheren Verbraucherboykotten dar.
Thomas F. Goodwin von der Exhibitions and Conferences Alliance betonte die menschlichen Auswirkungen solcher Boykotte: „Es sind die US-Arbeitnehmer und die kleinen Unternehmen, die von einem Reiseboykott der USA betroffen sind. Wenn internationale Geschäftsreisende nicht in die USA kommen, leiden alle, von Messebauern und Generalunternehmern bis hin zu Gastronomen und einzelnen Facharbeitern - und nicht Politiker oder die Regierung.“